# Sylvie Daigle
Sylvie Daigle (* 1. Dezember 1962 in Sherbrooke, Québec) ist eine ehemalige kanadische Eisschnellläuferin, die ihre größten Erfolge im Shorttrack errang.
Auf der Langbahn wurde Sylvie Daigle bei den Olympischen Spielen 1980 in Lake Placid 19. auf der 500-Meter-Strecke. Vier Jahre später, 1984 in Sarajevo, trat sie dreimal an, die beste Platzierung war Rang 20 auf der 500-Meter-Strecke.
Auf der Kurzbahn war Sylvie Daigle erheblich erfolgreicher. Sie wurde im Vierkampf 1979 und 1983 Weltmeisterin. 1988, 1989 und 1990 gewann sie dreimal in Folge den Titel im Vierkampf. Bei den Olympischen Spielen 1988 in Calgary wurde Shorttrack als Demonstrationswettbewerb aufgenommen. Daigle gewann die 1500 Meter, wurde Zweite über 1000 Meter und 3000 Meter und Vierte über 500 Meter. In der Staffel wurde sie Dritte.
Nachdem die Shorttrackwettbewerbe 1988 nicht nur beim kanadischen Publikum vor Ort, sondern auch vom Fernsehpublikum, insbesondere in Japan, sehr gut aufgenommen worden waren, stand 1992 in Albertville Shorttrack erstmals offiziell auf dem olympischen Programm. Für die Damen wurden der 500-Meter-Wettbewerb und die Staffel über 3000 Meter aufgenommen. Sylvie Daigle stürzte auf der Einzelstrecke im Vorlauf und wurde nur 18. der Gesamtwertung. Die kanadische Staffel in der Besetzung Angela Cutrone, Annie Perrault, Nathalie Lambert und Sylvie Daigle gewann Gold vor den Staffeln aus den USA und aus der GUS.
Bei den Olympischen Spielen 1994 in Lillehammer standen für die Damen drei Shorttrack-Wettbewerbe auf dem Programm. Zu den beiden Strecken von 1992 war noch die 1000-Meter-Strecke hinzugekommen. Daigle wurde Zehnte über 500 Meter und Siebte über 1000 Meter. Mit der Staffel gewann sie die Silbermedaille hinter dem Team aus Südkorea.
Nach den Olympischen Spielen 1994 zog sich Sylvie Daigle vom Leistungssport zurück. 1998 schloss sie an der Universität von Montréal ihr Medizinstudium ab.